# Sosúa
Sosúa är en kommun i Dominikanska republiken.   Den ligger i provinsen Puerto Plata, i den norra delen av landet, 140 km norr om huvudstaden Santo Domingo. Antalet invånare i kommunen är cirka 70 000.